# Tratado del fuerte Laramie (1868)

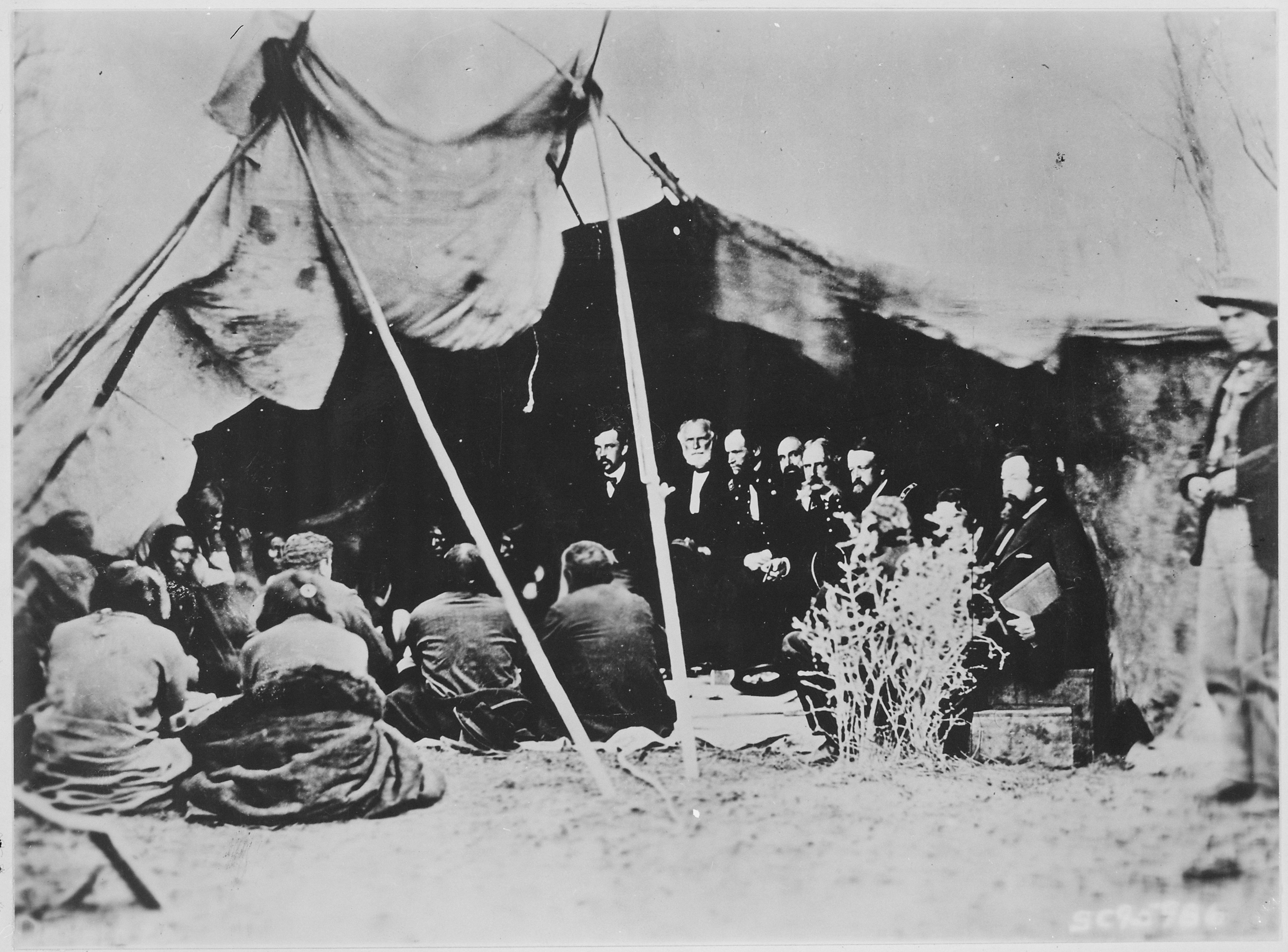
Tratado firmado por William T. Sherman y los Sioux en Fort Laramie, Wyoming. Foto por Alexander Gardner, 1868.

El Tratado de Fort Laramie (también llamado Tratado Sioux de 1868) fue un acuerdo entre los Estados Unidos y las bandas Oglala, Miniconjou , y Brulé de los Lakota, Yanktonai Dakota y la Nación Arapaho firmado en 1868 en Fort Laramie en el Territorio de Wyoming, que garantiza a los Lakota, propiedad de Black Hills, las tierras y los derechos de caza en Dakota del Sur, Wyoming y Montana. El territorio del río Powder iba a ser cerrado a partir de ahora a todos los blancos. El tratado terminó la Guerra de Nube Roja.
El tratado incluye un artículo destinado a "garantizar a la civilización" de los Lakota, los incentivos financieros para que puedan cultivar la tierra y ser competitivos, y las disposiciones que los menores cuenten con una "educación inglesa" en un "edificio de misión." Para ello, el gobierno de los EE. UU. incluyó en el tratado que los maestros blancos, herreros, un agricultor, un molinero, un carpintero, un ingeniero y un agente del gobierno deben establecer su residencia dentro de la reserva.
Las violaciones repetidas a los demás derechos exclusivos a la tierra de buscadores de oro llevó a la Guerra de Black Hills. Los trabajadores migrantes en busca de oro habían cruzado las fronteras de reserva, violando el tratado. Los indios habían asaltado los buscadores de oro, violando el tratado, y se desató la guerra. El gobierno de EE. UU. se apoderó de la tierra de Black Hills en 1877.
Más de un siglo después, la nación Sioux obtuvo una victoria en los tribunales. El 30 de junio de 1980, en Estados Unidos vs. la Nación Sioux de los Indios, la Corte Suprema de los Estados Unidos confirmó un premio de $ 15.5 millones por el valor de mercado de la tierra en 1877, junto con 103 años de valor de interés al 5 por ciento, por un adicional de $ 105 millones. Los sioux lakota, sin embargo, se negaron a aceptar el pago y en su lugar exigieron la devolución de su territorio de los Estados Unidos.
En los procedimientos más recientes los tribunales de EE. UU. han visto que algunos de los fondos asociados a la demanda se han gastado y, como tal demanda, el acuerdo es válido. De hecho, varios miles de miembros de la tribu han solicitado y están a la espera de una decisión definitiva por la Corte para decidir la cuestión de los recursos para los miembros de la tribu. Además los procedimientos judiciales se han desarrollado desde que los miembros de la tribu se han presentado por su parte de la reclamación (10 de octubre).

## Demanda de la ceremonia de la purificación
El 30 de noviembre de 2009, las noticias informaron que la 2º demanda de noviembre de la nación Lakota contra los EE. UU., Estado de Arizona, James Arthur Ray y los propietarios del sitio del Centro de Retiro de Angel Valley, para que Ray y los propietarios del sitio sean detenidos y sancionados en el marco del Tratado Sioux de 1868 entre los Estados Unidos y la Nación Lakota, que establece que "si los hombres malos entre los blancos o de otras personas sujetas a la autoridad de los Estados Unidos cometen algún error sobre la persona o la propiedad de los indios, los Estados Unidos (...) procederán a la vez a hacer que los delincuentes sean arrestados y castigados de acuerdo a las leyes de los Estados Unidos, y también se reembolsará a la persona lesionada por la pérdida sufrida".
La Nación Lakota sostiene que James Arthur Ray y el Centro de Retiro de Angel Valley han "violado la paz entre los Estados Unidos y la Nación Lakota" y han causado la profanación "de nuestro Sagrado Oinikiga" (ceremonia de purificación) por causar la muerte de Liz Neuman, Kirby Brown y James Shore". Además, los Lakota afirman que James Arthur Ray y el Centro de Retiro de Angel Valley fraudulentamente representaron a los indígenas y deben ser considerados responsables de causar las muertes y lesiones, y por la destrucción de las pruebas al desmantelar la cabaña de sudar. La demanda busca que el tratado se cumpla y no busca una compensación monetaria.
Los líderes dijeron que la ceremonia es su forma de vida y no una religión, como lo ven los hombres blancos. Es propiedad nativa de América protegida por la ley de EE. UU. y la declaración de las  Naciones Unidas. La ceremonia sólo debe estar sancionada en manos del portador de las legítimas naciones nativas.